# Wilhelm Schmurr
Wilhelm Schmurr (* 1. März 1878 in Hagen; † 16. Februar 1959 in Düsseldorf) war ein deutscher Maler und Mitbegründer des Sonderbundes in Düsseldorf. Seine Malweise, die durch eine klare Ausdrucksform geprägt war, wurde besonders von den Präraffaeliten, Symbolisten und Realisten beeinflusst.

## Leben

### Kindheit und Jugend
Der Künstler wurde am 1. März 1878 in Hagen als Sohn Wilhelm Heinrich Schmurrs geboren. Seine Mutter Julie Auguste, geb. Stüber, bestärkte ihren Sohn in seinem Wunsch, Maler zu werden. Nach dem frühen Tod des Vaters zog die Familie 1892 nach Düsseldorf. Hier fertigte er erste Zeichnungen an. 1894 nahm er sein Studium an der Kunstakademie Düsseldorf bei Peter Janssen, Arthur Kampf und Eduard von Gebhardt auf (bis 1904), zuletzt war er Meisterschüler von Claus-Meyer.

### Künstlerische Karriere
1904 und 1905 erhielt Wilhelm Schmurr bei Ausstellungen in Wien und Salzburg die Goldene Staatsmedaille und wurde Mitglied des neu gegründeten „Kunstverbandes Düsseldorf“. Noch 1905 zog er mit seiner Frau Emmy für ein Jahr nach Paris. 1907 erhielt er auf der Großen Berliner Kunstausstellung eine kleine Goldmedaille. 1908 fand in der Düsseldorfer Kunsthalle der erste gemeinsame Auftritt des Ausstellungsclubs „Weißer Nessel“ statt, den Schmurr gemeinsam mit seinen Kommilitonen Julius Bretz, Max Clarenbach, August Deusser und Walter Ophey gegründet hatte. Er trat dem Künstlerverein Malkasten in Düsseldorf bei.
Erste Auszeichnungen erhielt Schmurr in Wien und Salzburg, wo seine Arbeit „Schönheit der Form“ (verschollenen) und das Porträt des Malers Werner Heuser gezeigt wurden. 1907 wurde ihm die Preußische Medaille in Gold für das Porträt seines Mitschülers und lebenslangen Freundes Max Clarenbach gegeben.
1909 war er als Gründungsmitglied des „Sonderbundes Westdeutscher Kunstfreunde und Künstler“ auf dessen Ausstellung in Düsseldorf vertreten, die auch Werke von Paul Cézanne, Pierre-Auguste Renoir, Claude Monet und Vincent van Gogh umfassten. Die Gründungsmitglieder des Sonderbundes spalteten sich ab und schlossen sich zu der Vereinigung „Die Friedfertigen“ zusammen. Weitere Mitgliedschaften schlossen sich an: „Rheinische Sezession“, „Westfälische Sezession“, „Westdeutscher Künstlerbund“ und „Düsseldorfer Künstlergruppe“ u. a. Die Erlebnisse des Ersten Weltkrieges hielt er in melancholisch anmutenden Darstellungen von Bettlern und kargen Landschaftsprospekten fest.
Von 1927 bis 1947 war Schmurr als Professor an der Kunstakademie Düsseldorf tätig. Zu seinen Schülern gehörten unter anderem Werner Persy, Karl Bruchhäuser, Albert Fürst, Antonius van der Pas und Alois Stettner. 
In der Zeit des Nationalsozialismus war Schmurr ab 1940 Mitglied der NSDAP und obligatorisch Mitglied der Reichskammer der bildenden Künste. Für diese Zeit ist seine Teilnahme an 40 großen Ausstellungen sicher belegt, darunter 1937, 1939, 1941 und 1944 in München die Große Deutsche Kunstausstellung und 1936 in Essen Westfront 1936. Freie Kunst im neuen Staate, eine Ausstellung, die der nationalsozialistischen Ideologie nahe stand. 1938 fand seine erste nachweisbare Einzelausstellung im Düsseldorfer Kunstverein statt; zudem war er auf der XXI. Biennale von Venedig vertreten. 1939 erwarb Hitler auf der Großen Deutschen Kunstausstellung Schmurrs Ölgemälde „Brotstilleben“.
Nach Ende des Krieges inspirierten ihn die Bauern auf dem Felde zu zahlreichen Szenen des einfachen Lebens und verschiedenen Gemüsestillleben. Als Mitglied des Deutschen Künstlerbundes nahm Schmurr noch persönlich an dessen Jahresausstellungen 1956 in Düsseldorf und 1958 in Essen teil – seine Teilnahme im Frühsommer 1959 in Wiesbaden war bereits eine postume Ehrung des im Februar des Jahres verstorbenen Künstlers.

## Auszeichnungen
1954 wurde Schmurr der Karl Ernst Osthaus-Preis der Stadt Hagen verliehen; 1958 erhielt er das Bundesverdienstkreuz erster Klasse und wurde zum Ehrenmitglied des „Wirtschaftsverbandes bildender Künstler im Bezirksverband Düsseldorf“ und des Künstlervereins Malkasten ernannt.

## Ausstellungen nach 1945
- 1948: Kunstverein Bochum
- 1949: Ausstellung der Düsseldorfer Künstlergruppe 1949 in der Kunsthalle Düsseldorf
- 1954: Sonderausstellung im Rahmen der 6. Ausstellung des Westdeutschen Künstlerbundes, Karl Ernst Osthaus-Museum, Hagen
- 1956: Kunsthalle Recklinghausen
- 1958: Clemens-Sels-Museum Neuss
- 1960: Karl-Ernst-Osthaus-Museum, Hagen
- 1961: Städtisches Museum Mönchengladbach
- 1964: Hochschule der Künste Berlin (13. DKB-Jahresausstellung)
- 1965: Kunstverein für die Rheinlande und Westfalen, Düsseldorf
- 1978: Galerie Paffrath, Düsseldorf
- 1978: Ludwig Galerie Schloss Oberhausen
- 1979: Kunsthalle Recklinghausen
- 1982: Westfälisches Landesmuseum Münster
- 1984: Kunstmuseum Düsseldorf
- 1994: Kunsthalle Mannheim
- 1998: Museum Schloss Moyland, Bedburg-Hau
- 2003: museum kunst palast, Düsseldorf
- 2003: Von der Heydt-Museum, Wuppertal
- 2009: Clemens-Sels-Museum Neuss